# Cyclolux
Cyclolux is een Frans merk van hulpmotoren.
De Cyclolux werd in de jaren vijftig verkocht als clip-on motor die op een fiets kon worden gemonteerd. Het was een 49cc-tweetaktmotor die het achterwiel via een rol aandreef.